# Planking (fitnessoefening)
Planking of planken is een statische fitnessoefening om de rompstabiliteit te trainen. Hierbij gebruikt men de armen om het lichaam gestrekt van de grond af te houden, met de armen langs het lichaam steunend op de grond.

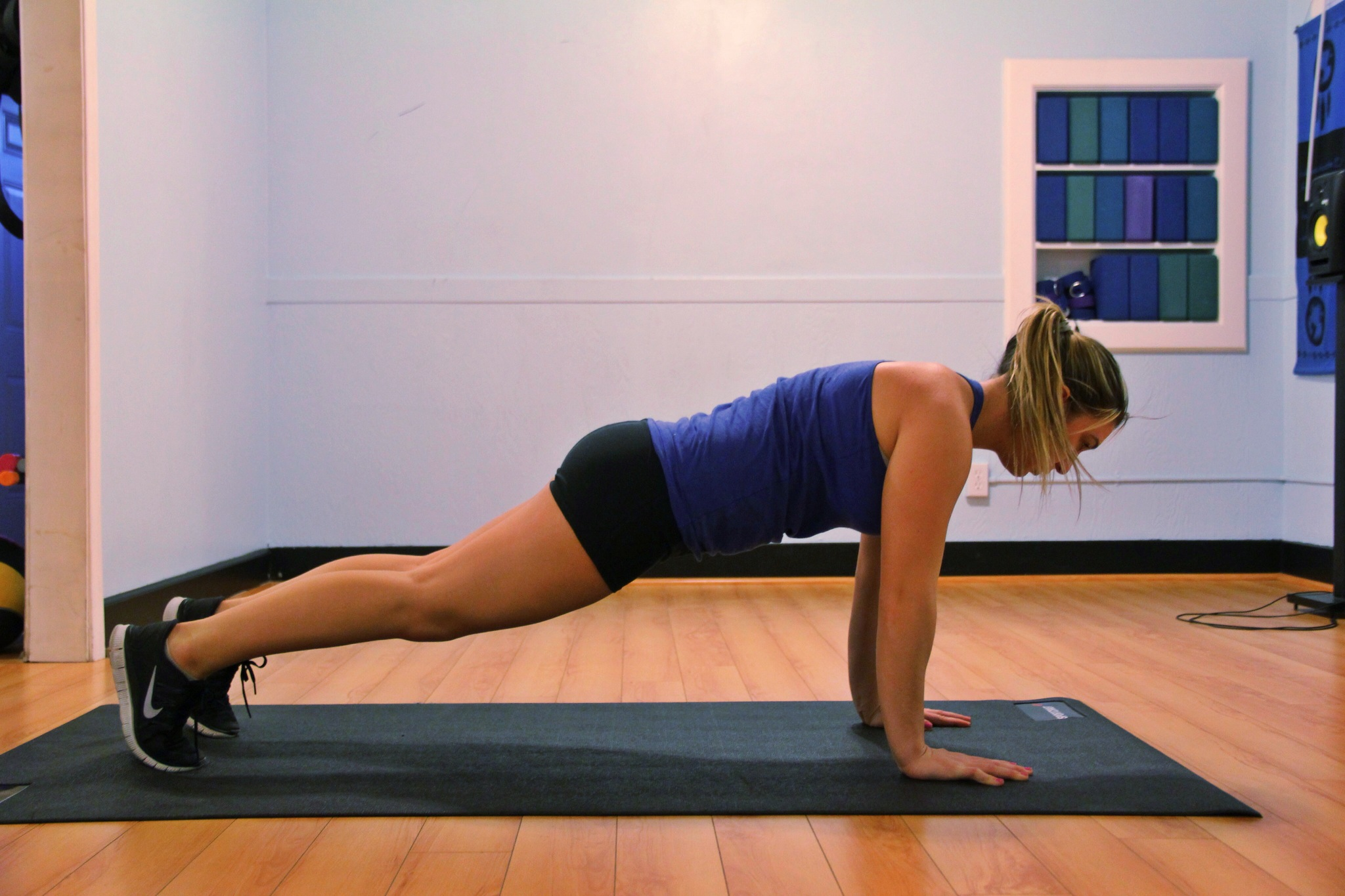
De oorspronkelijke plankhouding (met gestrekte armen)

## Varianten
Buiten de veelvoorkomende plankhoudingen met gestrekte of gebogen armen, bestaan er nog veel andere varianten van deze houding. Je kunt bijvoorbeeld een zijdelingse plank doen, waarbij je je hele lichaam maar met een hand omhoog houdt.
Zo is er bijvoorbeeld:
- standaard plank: gestrekt lichaam, armen gestrekt
- elleboog plank: gestrekt lichaam, maar armen gebogen
- plank met wijde benen: benen uit elkaar, in plaats van naast elkaar
- zijdelingse elleboog plank: lichaam gestrekt op zijn zij, arm gebogen
- superman plank: beide armen en benen gestrekt in de lucht, buik en beenspieren op grond

De plank is ook makkelijk te combineren met andere fitness- en yogaoefening zoals crunches, leg raises, downward dog enz. Om de plankhouding te combineren met bijvoorbeeld crunches plooi je één been en beweeg je deze naar je hoofd toe.

## Spieropbouw
De plank is een van de populairste workout oefeningen omdat hij makkelijk uit te voeren is en daarbij veel spieren traint. De spieren die het meest worden belast zijn de rugstrekker, de rechte buikspier en de dwarse buikspier. Ook de grote bilspieren en spieren van de schouders worden gebruikt bij deze oefening.

## Wereldrecord
In 2020 zette de toen 62-jarige Amerikaan George Hood het wereldrecord op 8:15:15 uur, hij gebruikte daarvoor de elleboog plank. Hij steunde daarbij op zijn tenen en ellebogen. Dit record werd op 20 mei 2023 verbroken door de Tsjech Josef Salek (53) met een tijd van 9 uur, 38 minuten en 47 seconden.

## Internetmeme
In 2011 ontstond hierrond een internetmeme waarbij mensen zich op allerhande locaties al "plankend" lieten fotograferen en deze foto dan via sociaalnetwerksites verspreiden. Foto's op lastige plekken, op bekende locaties, of tijdens belangrijke gebeurtenissen zijn het populairst.